# Martres-Tolosane
Martres-Tolosane is een gemeente in het Franse departement Haute-Garonne (regio Occitanie). De plaats maakt deel uit van het arrondissement Muret. Martres-Tolosane telde op 1 januari 2022 2.388 inwoners.

## Geografie
De oppervlakte van Martres-Tolosane bedroeg op 1 januari 2022 23,52 vierkante kilometer; de bevolkingsdichtheid was toen 101,5 inwoners per km².

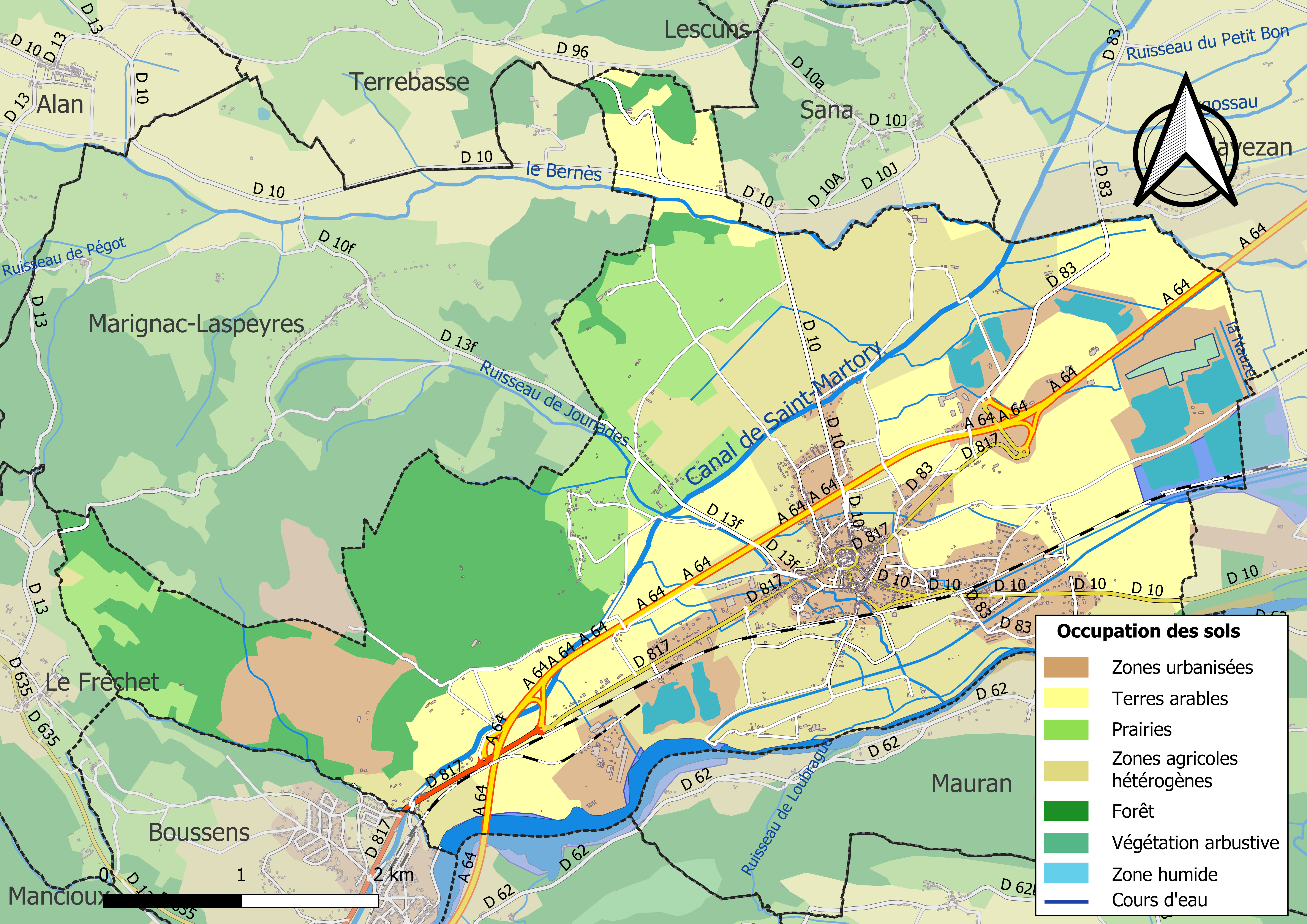
Kaart van de gemeente met belangrijkste infrastructuur, bodemgebruik en omliggende gemeenten

## Verkeer en vervoer
In de gemeente ligt spoorwegstation Martres-Tolosane.

## Demografie
Onderstaande figuur toont het verloop van het inwonertal (bron: INSEE-tellingen).